# إرنست هيكل
إرنست هكل (بالألمانية: Ernst Haeckel)‏ ( 16 فبراير 1834 – 9 أغسطس 1919) ، عالم حيوان وطبيعة وأحيائي وعالم أحياء بحرية وفيلسوف وطبيب وأستاذ وفنان ألماني. اكتشف ووصف وسمّى آلاف الأنواع الجديدة، كما رسم شجرة نسب تربط جميع أشكال الحياة، وصاغ العديد من المصطلحات البيولوجية، بما في ذلك البيئة، والشعبة، والتطور النسبي، والطلائعيات.
روّج هيكل لأعمال تشارلز داروين ونشرها في ألمانيا، كما طور نظرية الاستعادة، وهي نظرية مفندة لكنها كانت ذات تأثير كبير، حيث زعم بشكل خاطئ أن تطور الفرد (التخلق الجنيني) يعكس ويختصر التطور التطوري لنوعه (التطور السلالي). استخدم في ذلك رسومات معاد تحريفها لمراحل تطور الجنين البشري، والتي أثرت بشدة على الرأي العام لتعزيز الإيمان بنظرية التطور. ولا يزال هناك جدل حول ما إذا كان هيكل قد زوّر هذه الرسومات عمدًا أم أنها كانت أخطاء غير مقصودة.
شملت أعمال هيكل المنشورة أكثر من 100 رسم تفصيلي ملون للحيوانات والكائنات البحرية، جمعت في كتابه "أشكال الفن في الطبيعة"، والذي كان له تأثير كبير على حركة الفن الجديد. وكفيلسوف، كتب هيكل كتاب "ألغاز العالم" بين عامي 1895 و1899، والذي تُرجم إلى الإنجليزية بعنوان "ألغاز الكون" عام 1900، حيث قدّم فيه مفهوم "لغز العالم" كما كتب كتاب "الحرية في العلم والتعليم" لدعم تدريس نظرية التطور.
روّج هيكل للعنصرية العلمية وتبنّى أفكار الداروينية الاجتماعية. وكان أول من وصف الحرب العظمى بأنها "الحرب العالمية الأولى"، وذلك منذ عام 1914.

## روابط خارجية
- إرنست هيكل على موقع الموسوعة البريطانية (الإنجليزية)
- إرنست هيكل على موقع ميوزك برينز (الإنجليزية)
- إرنست هيكل على موقع إن إن دي بي (الإنجليزية)
- إرنست هيكل على موقع ديسكوغز (الإنجليزية)